# 馆阁体
館閣體，是清朝朝廷公文的標準楷書書體，強調書寫字形、大小、粗細的統一，字體烏黑、方正、光潔。清代科舉也要求以館閣體書寫，不以標準館閣體書寫者無法進入翰林院。館閣體對書寫者的書法水準有很高的要求，也因其呆板而受到詬病。
臺閣體的形成是在明朝初年，書法家沈度的楷書清秀婉麗，深受明成祖喜愛，並譽為「我朝王羲之」。朝廷的重要典籍皆委任沈度書寫，於是當時的讀書人紛紛效仿以迎合帝王的喜好。甚至當時的「臺閣重臣」如楊士奇、楊榮、楊溥為皇帝起草昭告時，亦採用這種字體，號稱「博大昌明體」，因為他們位居臺閣，這種書體亦稱為「臺閣體」。到了清代康熙、乾隆年間，明代的臺閣體演變成以烏黑，方正，光澤，大小如一為特徵之館閣體。
由於清代殿試不用謄錄，評卷關鍵往往在應試者的書法，甚至到了「抑文重字」的程度。因此，科舉制度可以說是館閣體形成的催化劑。
以書法發展史來看，館閣體的產生是配合時代的需要，其藝術性無法超越在唐代已發展至極致的楷書。 但是，它的方正，大小如一之規律性特徵，卻對中國書法普及化有一定之貢獻。

## 資料來源
1. ↑  . 書法屋 網站. 2012-03-10  [2012-08-11]. （原始内容存档于2014-07-29）. （页面存档备份，存于）